# Marathon van Londen 2016

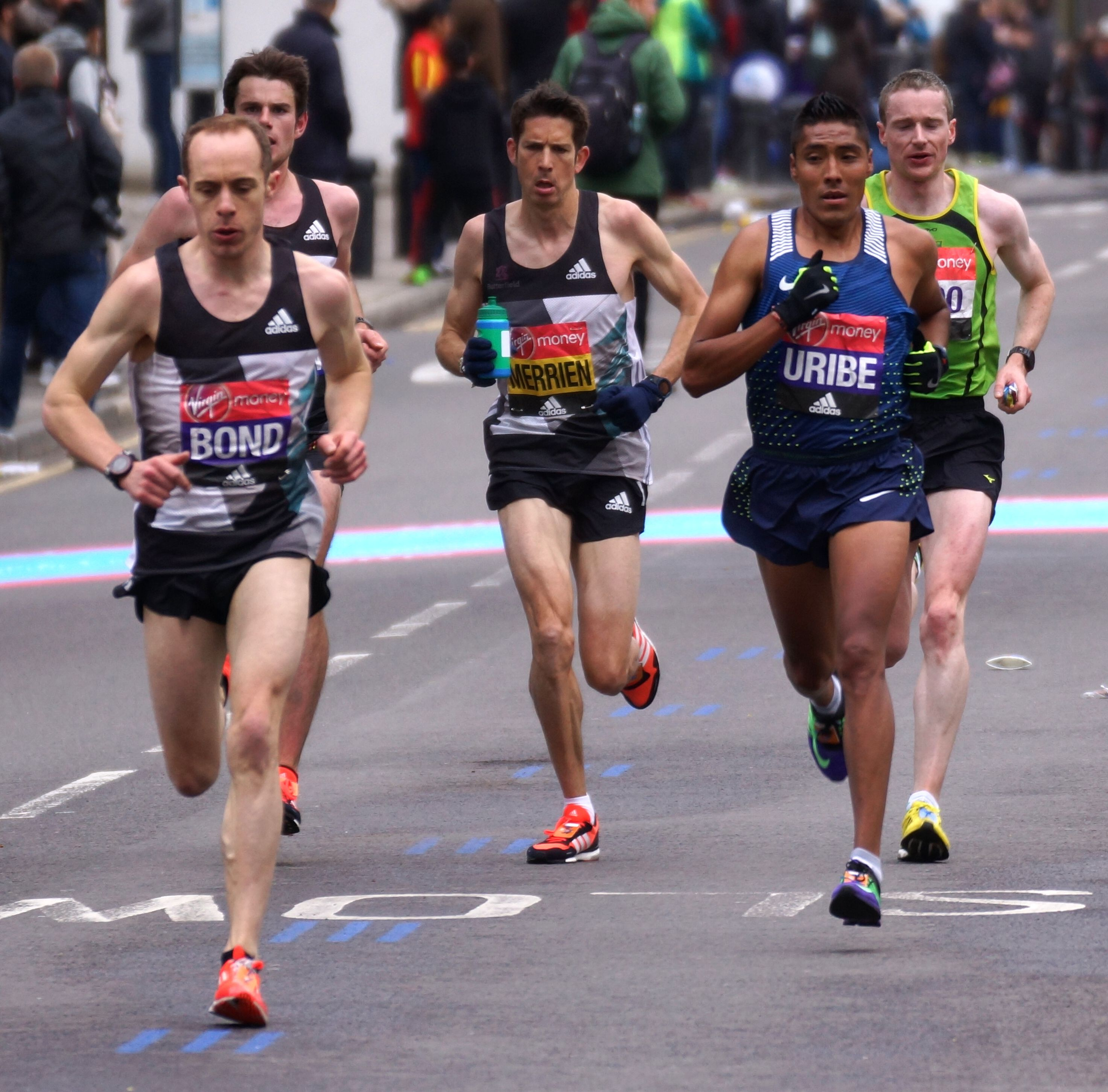
Lopers tijdens de wedstrijd.

De Marathon van Londen 2016 (ook wel Virgin Money London 2016) werd gehouden op zondag 24 april 2016. Het was de 36e editie van deze marathon. De loop was de derde uit de serie van World Marathon Majors van het jaar. De elitevrouwen werden met voorsprong weggeschoten, de andere atleten volgden daarna.
De Keniaan Eliud Kipchoge kwam als eerste man over de finish in een tijd van 2:03.05. Dit was zijn tweede overwinning op rij bij dit evenement. Met zijn winnende tijd bleef hij acht seconden verwijderd van het wereldrecord van zijn landgenoot Dennis Kimetto uit 2014, verbeterde hij het parcoursrecord en won hij hiermee $ 180.000 aan prijzengeld. Hij bleef zijn landgenoot Stanley Kipleting een kleine minuut voor. De derde plek was voor de Ethiopiër Kenenisa Bekele, die in 2:06.36 over de finish kwam. De eerste vrouw die de finish passeerde was de Keniaanse Jemima Sumgong in een tijd van 2:22.58. Zij bleef de Ethiopische Tigist Tufa vijf tellen voor.
De Zwitser Marcel Hug won de rolstoelwedstrijd in 1:35.19.
Er namen een recordaantal van 39.072 lopers deel aan het evenement, waarvan 23.983 mannen en 15.089 vrouwen.

## Marathon
Mannen
| rang   | naam                    | land | tijd    |
| ------ | ----------------------- | ---- | ------- |
| Goud   | Eliud Kipchoge          | KEN  | 2:03.05 |
| Zilver | Stanley Biwott          | KEN  | 2:03.51 |
| Brons  | Kenenisa Bekele         | ETH  | 2:06.36 |
| 4      | Ghirmay Ghebreslassie   | ERI  | 2:07.46 |
| 5      | Wilson Kipsang          | KEN  | 2:07.52 |
| 6      | Tilahun Regassa         | ETH  | 2:09.47 |
| 7      | Sisay Lemma             | ETH  | 2:10.45 |
| 8      | Callum Hawkins          | SCO  | 2:10.52 |
| 9      | Dennis Kipruto          | KEN  | 2:11.44 |
| 10     | Ghebrezgiabhier Kibrom  | ERI  | 2:11.56 |
| 11     | Yuki Sato               | JPN  | 2:12.14 |
| 12     | Tsegay Tewelde          | SCO  | 2:12.23 |
| 13     | Vitaliy Shafar          | UKR  | 2:12.36 |
| 14     | Derek Hawkins           | SCO  | 2:12.57 |
| 15     | Sergey Lebed            | UKR  | 2:14.07 |
| 16     | Christopher Thompson    | ENG  | 2:15.05 |
| 17     | Matthew Bond            | ENG  | 2:15.32 |
| 18     | Robbie Simpson          | SCO  | 2:15.38 |
| 19     | Lee Merrien             | GUE  | 2:16.42 |
| 20     | Sean Hehir              | IRL  | 2:17.23 |
| 21     | Paul-Victor Martelletti | ENG  | 2:17.30 |
| 22     | Andrew Davies           | WAL  | 2:17.45 |
| 23     | Robyn Watson            | CAN  | 2:18.45 |
| 24     | Thomas Frazer           | IRL  | 2:19.21 |
| 25     | Aaron Scott             | ENG  | 2:19.22 |

Vrouwen
| rang   | naam               | land | tijd    |
| ------ | ------------------ | ---- | ------- |
| Goud   | Jemima Sumgong     | KEN  | 2:22.58 |
| Zilver | Tigist Tufa        | ETH  | 2:23.03 |
| Brons  | Florence Kiplagat  | KEN  | 2:23.39 |
| 4      | Volha Mazuronalk   | BLR  | 2:23.54 |
| 5      | Aselefech Mergia   | ETH  | 2:23.57 |
| 6      | Mare Dibaba        | ETH  | 2:24.09 |
| 7      | Feyse Tadese       | ETH  | 2:25.03 |
| 8      | Priscah Jeptoo     | KEN  | 2:27.27 |
| 9      | Mary Keitany       | KEN  | 2:28.30 |
| 10     | Jéssica Augusto    | POR  | 2:28.53 |
| 11     | Katarzyna Kowalska | POL  | 2:29.47 |
| 12     | Sara Hall          | USA  | 2:30.06 |
| 13     | Alyson Dixon       | ENG  | 2:31.52 |
| 14     | Sonia Samuels      | ENG  | 2:32.00 |
| 15     | Irvette Vanzyl     | RSA  | 2:32.20 |
| 16     | Charlotte Purdue   | ENG  | 2:32.48 |
| 17     | Cassandra Fien     | AUS  | 2:33.36 |
| 18     | Freya Murray       | SCO  | 2:37.52 |
| 19     | René Kalmer        | RSA  | 2:39.44 |

## Wheelers
Mannen
| rang   | naam          | land | tijd    |
| ------ | ------------- | ---- | ------- |
| Goud   | Marcel Hug    | SUI  | 1:35.19 |
| Zilver | Kurt Fearnley | AUS  | 1:35.20 |
| Brons  | David Weir    | GBR  | 1:35.21 |
| 4      | Ernst van Dyk | RSA  | 1:35.23 |
| 5      | James Senbeta | USA  | 1:35.24 |

Vrouwen
| rang   | naam             | land | tijd    |
| ------ | ---------------- | ---- | ------- |
| Goud   | Tatyana McFadden | USA  | 1:44.14 |
| Zilver | Manuela Schär    | SUI  | 1:44.15 |
| Brons  | Wakako Tsuchida  | JPN  | 1:45.28 |
| 4      | Amanda McGrory   | USA  | 1:47.41 |
| 5      | Zou Lihong       | CHN  | 1:52.42 |

1981 ·
1982 ·
1983 ·
1984 ·
1985 ·
1986 ·
1987 ·
1988 ·
1989 ·
1990 ·
1991 ·
1992 ·
1993 ·
1994 ·
1995 ·
1996 ·
1997 ·
1998 ·
1999 ·
2000 ·
2001 ·
2002 ·
2003 ·
2004 ·
2005 ·
2006 ·
2007 ·
2008 ·
2009 ·
2010 ·
2011 ·
2012 ·
2013 ·
2014 ·
2015 ·
2016 ·
2017